# Darko Cingesar
Darko Cingesar, slovenski rokometaš, * 25. julij 1990, Ljubljana. 
Cingesar je desno roki igralec rokometa na položaju levega krila. 

## Igralna kariera
S športom se je ukvarjal od malih nog, najprej kot nogometaš, nato se je preusmeril v rokomet in tam postal uspešen športnik. 

### Klub
Najprej je igral za škofjeloški RD Merkur. Z njim je v sezoni 2008-09 prvič zaigral na evropskih srečanjih, ko je na štirih tekmah pokala EHF dosegel pet zadetkov. Pol leta je igral tudi za ormoški RK Jeruzalem Ormož. 

#### Gorenje Velenje
Z Velenjčani je prvič zaigral v ligi prvakov, in sicer v sezoni 2012-13, ko je na osmih srečanjih dosegel šest zadetkov. Svoj prvi gol v tem tekmovanju je dosegel 18. novembra 2012 v gosteh proti francoskemu Chamberyju ob zmagi s 31 proti 20, ko je zadel enkrat.

#### Maribor Branik
Leta 2014 se je preselil v Maribor in naslednji dve leti tam igral za RK Maribor Branik. V sezoni 2015-16 je igral tudi v pokalu EHF in tam na dveh srečanjih zabil dvanajst golov. V tej sezoni je v slovenski ligi dosegel 119 zadetkov na 38 tekmah. 

#### Zagreb
Leta 2016 se je preselil v Hrvaško prestolnico Zagreb, oziroma v tamkajšnji RK Zagreb. Poleg njega sta tja odšla še dva slovenska rokometaša, David Miklavčič in Matevž Skok.

### Reprezentanca
Za Slovenijo je igral na obeh velikih turnirjih leta 2016. Najprej na Evropskem prvenstvu, nato pa še na olimpijskih igrah v Riu.
Zatem je v januarju 2017 nastopil na Svetovnem prvenstvu 2017 v Franciji. Tam se je še posebej izkazal na tekmi osmine finala proti Rusiji, ko je za zmago z 32 proti 26 prispeval šest zadetkov iz šestih poskusov in bil izbran za najboljšega igralca tekme.